# جافانها دا نازاري
جافانها دا نازاري هي أبرشية ومدينة من مدن البرتغال. يبلغ عدد سكانها 15240 نسمة وذلك حسب إحصائيات سنة 2011.

## أعلام
- جيل دياز